# Décembre 1942
Les événements concernant la Seconde Guerre mondiale sont détaillés dans l'article Décembre 1942 (Seconde Guerre mondiale).

## Événements
- 4 décembre : à l'instigation du Délégué en Pologne du gouvernement polonais en exil et de groupes de résistants polonais et juifs, création à Varsovie de l'organisation d'aide aux Juifs baptisée Żegota.

- 7 décembre :
  - opération Frankton; attaque par kayaks du port de Bordeaux par un commando britannique.
  - Ralliement total de l’AOF à la « France libre ». Après son ralliement, Pierre Boisson mène en AOF une politique d’intensification de la production agricole, destinée à ravitailler les troupes alliées.

- 8 décembre : première de la pièce de théâtre La Reine morte de Montherlant.

- 11 décembre : raid italien contre des cargos alliés ancrés dans le port d'Alger.

- 16 décembre : dans un discours prononcé à New York, Władysław Sikorski informe de nouveau sur l’importance du génocide juif.

- 24 décembre :
  - Darlan est abattu. Le Conseil impérial, créé par Darlan nomme Giraud pour le remplacer.
  - Premier lancement d’une bombe volante V1 sur la base de l’île de Peenemünde.

- 26 décembre :
  - Fernand Bonnier de La Chapelle est exécuté par un peloton d'exécution pour l'assassinat de l'amiral François Darlan.
  - Le général Henri Giraud devient Haut-Commissaire civil et militaire en Afrique du Nord.

- 27 décembre :
  - les Allemands créent une Armée de libération de la Russie sous le commandement du général Vlassov.
  - Premier vol du chasseur japonais Kawanishi N1K1-J.

## Naissances
- 1er décembre : John Clauser, physicien américain.

- 2 décembre : Vicente López Carril, coureur cycliste espagnol († 29 mars 1980).

- 4 décembre : André Laignel, homme politique français.

- 5 décembre : Bryan Murray, entraîneur de hockey sur glace canadien († 12 août 2017).

- 6 décembre : Chelsea Brown, actrice américaine († 27 mars 2017).

- 7 décembre : Alex Johnson, joueur de baseball américain († 28 février 2015).

- 8 décembre : Toots Hibbert, musicien jamaïcain († 11 septembre 2020).

- 9 décembre : Dick Butkus, joueur américain de football américain († 5 octobre 2023).

- 12 décembre : Gérard Filippelli, acteur, compositeur-interprète († 30 mars 2021).

- 13 décembre : Ferguson Jenkins, lanceur droitier de baseball populaire.

- 17 décembre : Muhammadu Buhari, homme d'État nigérian, Chef de l'État nigerian de 1983 à 1985 et actuel président du Nigéria de 2015 à 2023 († 13 juillet 2025).

- 19 décembre :
  - John Godfrey, homme politique canadien.
  - Rufus, comédien et humoriste français.

- 22 décembre : Antonio Martino, homme politique italien, ministre des affaires étrangères en 1994, ministre de la défense de 2001 à 2006 († 5 mars 2022).

- 24 décembre : Hédi M'henni, homme politique tunisien († 9 juillet 2024).

- 25 décembre : Françoise Dürr, joueuse de tennis française.

- 26 décembre : Xavier Delalande, cavalier français.

- 28 décembre :
  - Benoît Allemane, acteur français, spécialisé dans le doublage et voix de Morgan Freeman († 5 janvier 2025).
  - Michèle Perello, actrice française († 10 janvier 2004).
  - Dino Tavarone, acteur québécois d’origine italienne.

- 29 décembre : Rick Danko, chanteur.

- 30 décembre :
  - Jean-Claude Barclay, joueur de tennis français.
  - Ahmed Mohamed ag Hamani, homme politique malien.
  - Brandon Carter, physicien théoricien britannique.

- 31 décembre : Andy Summers, guitariste du groupe The Police.

## Décès
- 5 décembre : Michalina Stefanowska, neurophysiologiste et biologiste polonaise (° 5 décembre 1942).
- 17 décembre : Jules-Alexis Muenier, peintre et photographe français (° 29 novembre 1863).

- 24 décembre : François Darlan, officier militaire (assassiné).

- 26 décembre : Frank Dawson Adams, géologue canadien.

- 28 décembre : Camille Wollès, peintre belge (° 1er juillet 1864).